# El Puente, Veracruz
El Puente är en ort i Mexiko.   Den ligger i kommunen Zontecomatlán de López y Fuentes och delstaten Veracruz, i den sydöstra delen av landet, 170 km nordost om huvudstaden Mexico City. El Puente ligger 409 meter över havet och antalet invånare är 373.
Terrängen runt El Puente är kuperad, och sluttar österut. Runt El Puente är det ganska glesbefolkat, med 34 invånare per kvadratkilometer. Närmaste större samhälle är Xochiatipan de Castillo, 13,0 km nordväst om El Puente. I omgivningarna runt El Puente växer huvudsakligen savannskog.